# Personal defense weapon

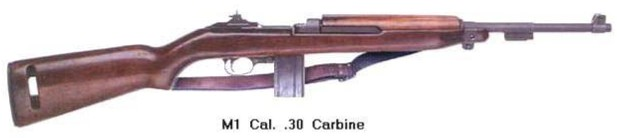
La carabine M1, l'ancêtre des PDW.

PDW est le sigle anglophone de personal defense weapon, signifiant « Arme de défense personnelle ». Cette appellation date des années 1990, mais désigne un concept datant de la Seconde Guerre mondiale. 
Il s'agit d'une arme destinée à la défense des personnels militaires dont la fonction première n'est pas le combat d'infanterie mais néanmoins susceptibles d'être attaqués : sapeurs, transmetteurs, officiers, artilleurs, conducteurs de véhicules, etc., moins encombrante que l'arme de dotation standard (à l'époque, il s'agissait principalement d'un fusil de gros calibre à répétition manuelle ou semi-automatique), mais plus puissante qu'une arme de poing.

## Historique
La première arme spécifiquement conçue pour ce rôle et déployée à grande échelle fut la carabine M1 (calibre 7,62x33mm) au sein de l'US Army, à partir de juillet 1942. Cependant, son relatif manque de puissance fit qu'elle ne fut pas remplacée une fois arrivée en fin de vie.

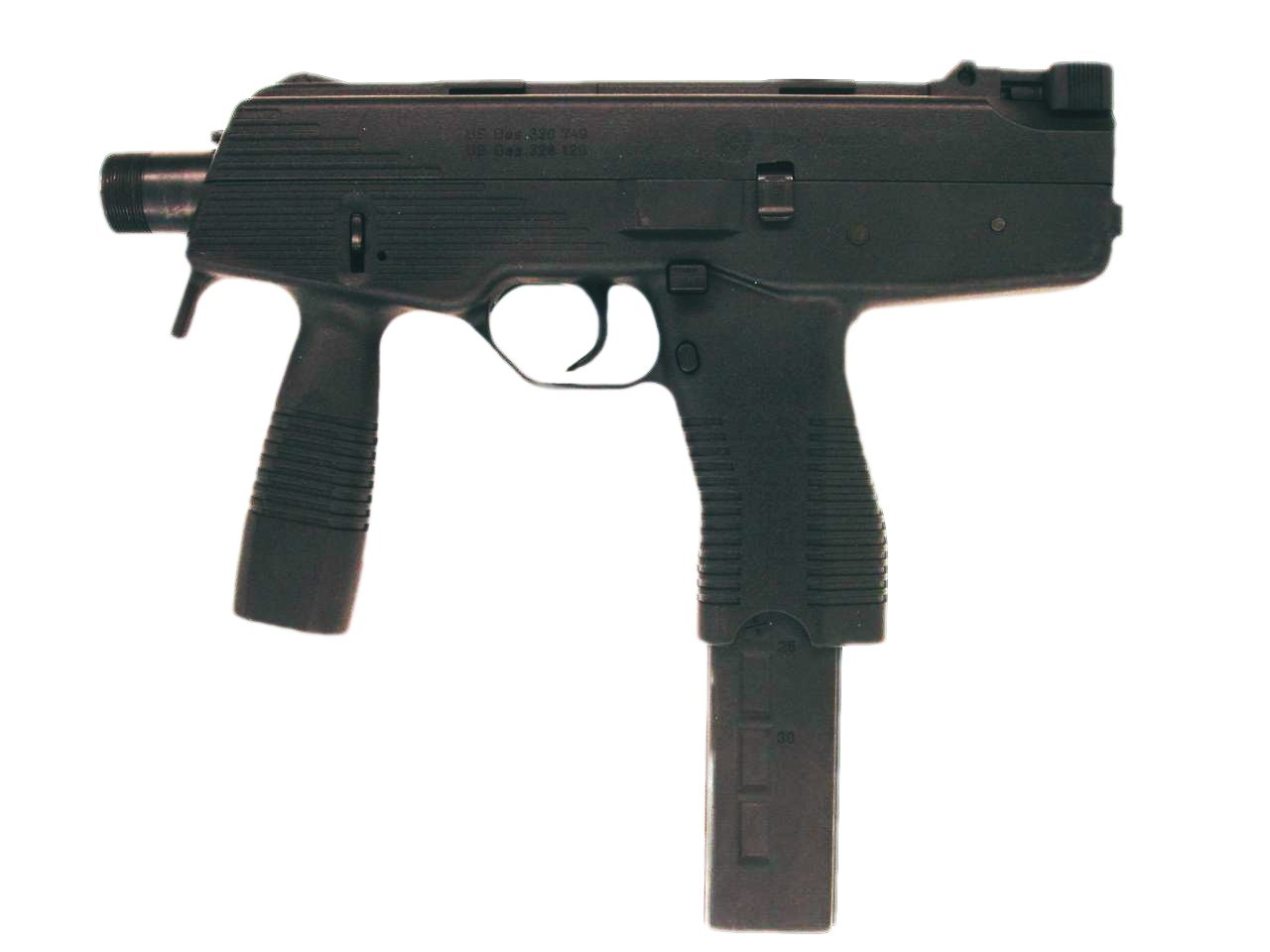
Le concept du Steyr TMP n'a pas trouvé preneur, alors que celui de son successeur, le MP9, oui.

Cette fonction de défense a été remplie par des pistolets qui sont très insuffisants en raison de leur portée réduite et la difficulté de les maitriser. Des armes automatiques compactes ont été imaginées pour augmenter la puissance des armes de poing, l'un des premiers conçus pour cet usage fut le Skorpion VZ61 tchèque, suivi par d'autres armes telles que l'Ingram MAC américain ou le HK VP70 munis d'une crosse d'épaule ou plus tard le Steyr TMP autrichien. Ces pistolets mitrailleurs à peine plus encombrants que les pistolets conventionnels, s'ils présentent une puissance de feu accrue et une meilleure précision qu'un simple pistolet, n'en demeurent pas moins d'une portée limitée (environ 25 mètres) et n'ont été adoptés par aucune armée. 

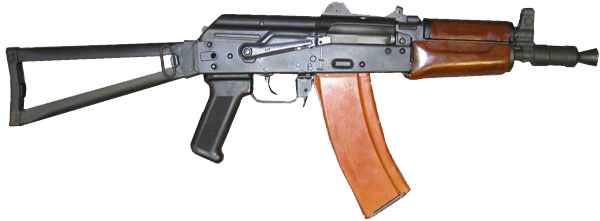
L'AKS-74U, une version courte de l'AK-74

À défaut d'armes spécifiquement conçues pour cet usage, certaines armées ont pendant un temps doté certains de leurs personnels, notamment les équipages de blindés ou d'aéronefs de combat, de pistolets mitrailleurs de dimension conventionnelle. Ceux-ci, le plus souvent hérités de la Seconde Guerre mondiale, demeuraient lourds mais présentaient surtout une puissance et une portée insuffisantes en raison des munitions d'arme de poing qu'ils chambraient. Des fusils d'assaut à canon raccourci ont été produits pour cet usage. Utilisant une munition standard, ils ont l'avantage de simplifier la logistique et leur portée correspond à un usage pratique. Leurs dimensions demeurent toutefois importantes, leur recul est significatif et en raison de la longueur réduite du canon, ils se caractérisent par une importante flamme et détonation à la bouche, ce qui les rend difficiles à utiliser, surtout pour des personnels qui n'ont pas, par vocation, une importante pratique des armes à feu.

## Advanced Personal Defense Weapon

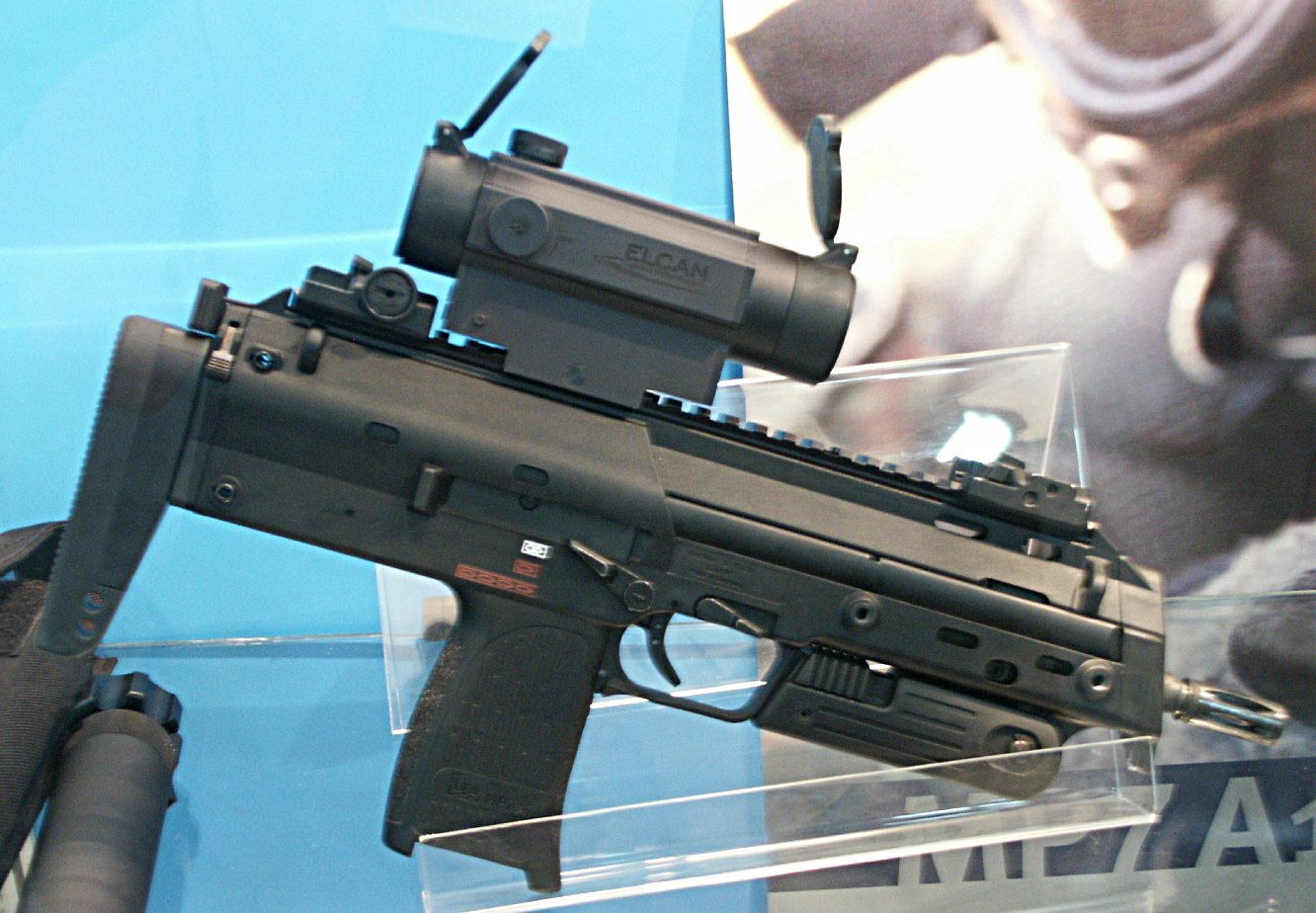
Le MP7 d'Heckler & Koch fait valoir une polyvalence peu commune.

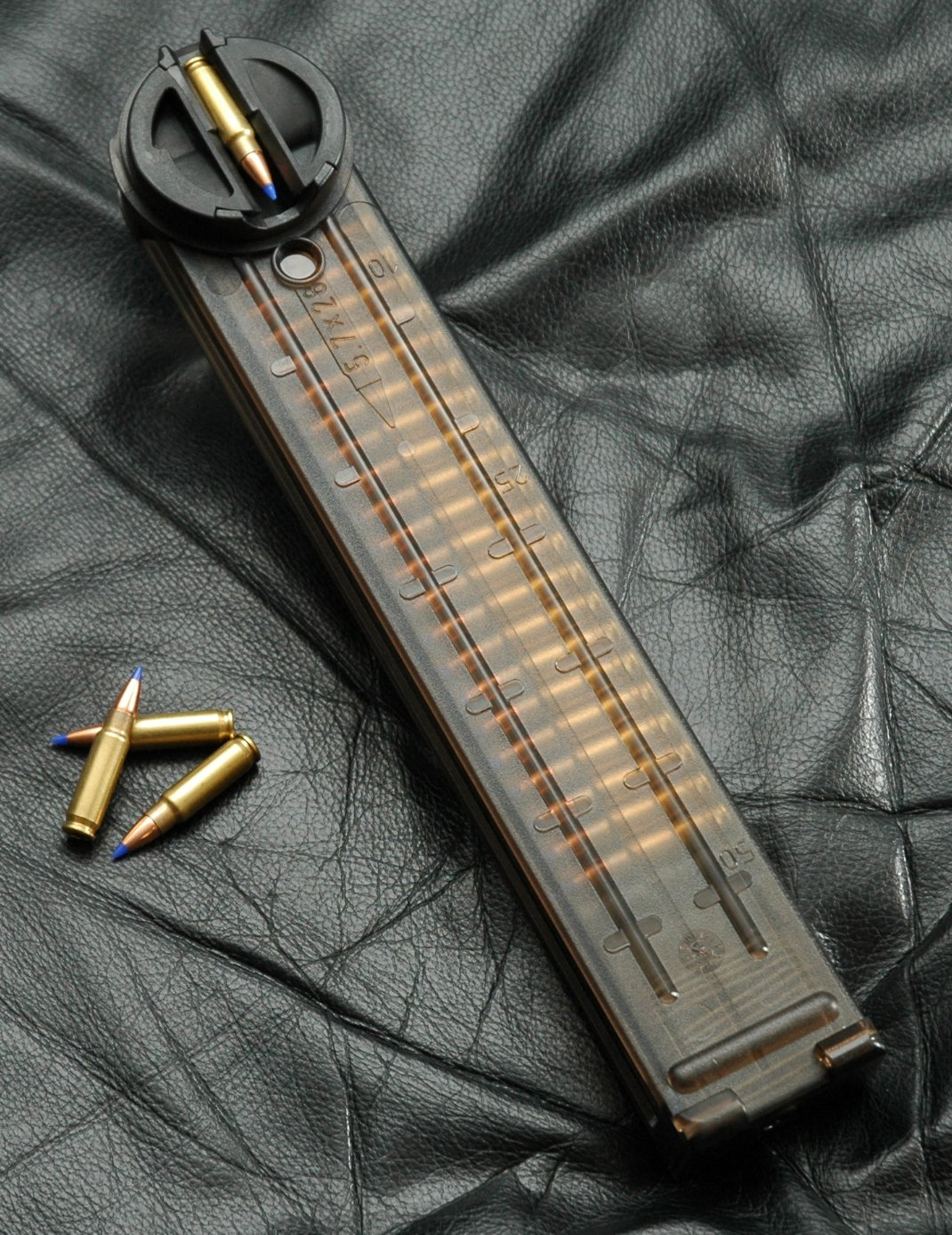
Le chargeur particulier du P90 permet de connaître à tout moment le nombre de munitions restantes.

Il fallut attendre les années 1990 et le programme américain d'Advanced Personal Defense Weapon pour voir apparaître de nouvelles armes de ce genre. Le concept d'APDW spécifiait des armes légères, d'une portée pratique de 200 mètres, à laquelle elles doivent être en mesure de perforer les protections individuelles telles que les vestes pare-éclat et les casques. De nombreux prototypes ont vu le jour, de taille variant de celle d'un gros pistolet à celle d'un petit fusil ; ils reposent généralement sur des munitions innovantes rapides et légères. Le FN P90 belge (calibre 5,7 x 28 mm) et son concurrent le HK MP7 allemand (calibre 4,6 x 30 mm) sont deux armes qui ont atteint le statut de production et qui ont l'ambition de répondre aux contraintes du projet APDW. 
Le FN P90 présente le poids et les dimensions d'un pistolet mitrailleur moderne. Il s'agit d'une arme d'épaule bullpup compacte à grande capacité. Il est ambidextre sans modification, ce qui permet une meilleure protection dans les bâtiments. Il bénéficie d'un canon de longueur standard pour un pistolet mitrailleur, malgré sa longueur réduite, grâce à son architecture bullpup. Son chargeur à haute capacité est entièrement intégré à l'arme, qui a en outre une forme sans aspérités.
Heckler & Koch a en revanche fait le choix de plus de polyvalence avec le HK MP7. Plus léger et tirant des munitions de plus petit calibre, celui-ci peut être tiré à une main en semi-automatique, à deux mains avec la poignée frontale dépliée ou épaulée avec la crosse déployée.
De nombreuses troupes militaires d'élite les ont adoptées, ainsi que quelques troupes régulières à qui elles étaient initialement destinées. L'adoption à grande échelle dans les armées occidentales de l'une ou l'autre de ces armes ne se fera qu'après que l'OTAN ait tranché et instauré l'un de leurs calibres comme standard. Le faible calibre des munitions de ces armes est toutefois critiqué pour la faiblesse de pouvoir d'arrêt qu'il implique. Si la question n'est pas cruciale pour une utilisation militaire par des troupes non combattantes, elle est nettement plus problématique pour les utilisations par des unités d'élite. La contre argumentation postule que le faible recul de ces munitions favorise le tir automatique et les impacts multiples.
S'inspirant de l'idée d'un pistolet mitrailleur modernisé, la Russie produit le SR-2 Veresk. Il s'agit d'une arme légère tirant une munition très spécifique de 9 mm. Cette munition composite innovante est constituée d'un noyau dense perforant et d'un corps plus léger de 9 mm qui permettent d'allier pénétration (en) et pouvoir vulnérant. Plus légère et rapide que le 9 mm parabellum conventionnelle, elle porte plus loin. Elle n'atteint toutefois pas les 200 mètres requis par le programme APDW, l'arme présentant en outre un recul important, ce qui la rend difficilement utilisable par des militaires de seconde ligne et la distingue donc du projet américain. 
Ces innovations ont redonné un certain intérêt à la notion de PDW ; on observe la reprise du terme pour des motifs commerciaux sur des modèles récents tels que le MP5K-PDW, une adaptation du MP5K permettant plus de polyvalence mais qui demeure néanmoins un pistolet mitrailleur compact conventionnel.